# Kaixgar
Kaixgar  (sent altres transcripcions Kaixcar o Khaixgar, en uigur: قەشقەر K̡ǝxk̡ǝr; en xinès: 喀什 Kāshí o 喀什噶尔 Kāshígéěr) és una ciutat oasi a la regió autònoma del Xinjiang, a la República Popular de la Xina. La seva població actual és propera als 250.000 habitants. El seu nom vol dir 'Cases de moltes portes' i antigament es deia en xinès Chou-lo, Xou-lo, Su-leh, Sulei, Shule, Shu-le, She-le, Shu-lo o Sha-le, potser derivat del nom sànscrit local Solek o Sorak (Śrīkrīrāti, 'hospitalitat afortunada').

## Història
Kaixgar fou un regne de l'Àsia central. Estava habitat pels sakes. El regne és esmentat durant la dinastia dels Han occidentals. A Kaixgar, es parlava una llengua indoeuropea amb afinitats amb l'hitita, l'armeni i l'eslau, probablement derivat del seu poblament anterior pels escites.
Al segle i aC, vers el 60 aC, el regne fou posat sota influència xinesa amb l'emperador Xuandi (Liu Xun) (74-49 aC). Després del 71 aC, els generals Txang-Hui i Txeng Ki van actuar a la zona i van sotmetre els regnes. Però, a la caiguda de la dinasta (entre el 8 i el 25), aquestes possessions es van perdre. Durant els Han, es diu al llibre xinès Hanshu (uns annals de la dinastia Han entre 125 aC i 23 dC) que hi havia 1.510 cases, 18.647 persones (2.000 guerrers), que més tard al segle i van pujar a 21.000 cases i 30.000 guerrers.
La influència xiongnu que va seguir fou opressiva; els xiongnu van recaptar taxes molt altes. Kaixgar va demanar ajut a la Xina, a l'emperador Guangwu (25-57), però no va rebre resposta favorable.
A la meitat del segle i, l'hegemonia a la conca del Tarim la tenia el rei de Kaixgar, Hien (33-61), que havia sotmès Kudjha el 46, i després Ferganà i Khotan. Vers la fi del seu regnat, fou derrotat per una coalició d'enemics revoltats, i Kudjha es va posar sota protecció dels xiongnu. Hien va morir en lluita contra el rei de Khotan, Kuang Tu, que es va apoderar de Yarkand i va establir l'hegemonia al sud, mentre al nord, l'any 73, el rei de Kudjha, Kien, es va apoderar de Kaixgar, on regnava Txeng, i se'n va fer amb l'hegemonia. A Kaixgar va regnar llavors Du-ti.
La dominació xinesa fou consolidada per diversos emperadors entre el 58 i el 105. El 73, el general Keng Ping, "el comandant del cavalls ràpids" i el general Teou Ku, van dirigir una expedició contra els xiongnu del nord. Vers el 74, Kuang-tu de Khotan es va sotmetre i, amb això, va quedar dominada també Kaixgar i la Kashgària, on els xinesos van restablir un antic rei de nom xinès Txong, fill gran de Txeng.
El 76, l'emperador xinès va ordenar la retirada de la regió, però el general Ban Chao, després de marxar cap a Khotan, va tornar enrere i va ocupar Kaixgar, que feia uns mesos havia caigut en mans de Kudjha (regne aliat dels xiongnu). Els caps locals foren executats i el domini xinès restaurat. El 78, amb soldats reclutats a Khotan, Sogdiana i Kaixgar es va apoderar d'Aksu i d'Utx Turfan.
Ban Chao va escriure a l'emperador per justificar la seva acció. En les cartes, parla de la importància d'ocupar els 36 regnes de l'Àsia central per tallar el camí dels xiongnu. Va sufocar revoltes a Kaixgar (als anys 80 i 84-87) i a Yarkand (el 84-88). La revolta del 84, la va encapçalar el seu protegit, el rei Txong de Kaixgar, aliat al rei de Yarkand, als sogdians i als yuehzhi o indoescites. El 87, Pan Taxo va reconquerir Kaixgar i el rei es va sotmetre, però el general el va executar. L'any següent, es va presentar a Yarkand, que havia rebut ajut de Kudjha i havia reunit 50.000 homes contra molts menys el xinès, però el general va obtenir la victòria. Derrotats també els indoescites (90), el domini xinès s'hi va consolidar.
Ban Chao va rebre de l'emperador el títol de "Protector general" equivalent a virrei de l'Àsia central (91) i va establir residència a To Kien (prop de Kudjha), mentre un altre general es va establir a Kaixgar. El darrer regne rebel, Qarashahr, fou sotmès el 94.
Ban Chao es va jubilar el 102 i va tornar a la Xina, on va morir el mateix any. Els seus successors no van ser tan afortunats i la seva política va provocar la revolta general el 106. El 107, davant la continuïtat de la revolta, la cort imperial va cridar a totes les guarnicions xineses amenaçades.
El rei An-huo de Kaixgar va enviar (vers 115) a l'exili el seu oncle Xen-pan, que va anar al país dels kushana. Més tard, An-huo va morir sense fills i la seva mare va assolir el govern i, d'acord amb el poble, va col·locar al tron Yi-fu (literalment, 'fill pòstum'), que era fill d'un germà petit de Xen-pan. Aquest va demanar ajut als yuezhi o kushana, que li van donar un exèrcit i, quan va arribar, fou proclamat rei, i a l'infant Yi-fu se li va donar el títol de marquès de Pangao, una vila a uns 40 km de Kaixgar.
Fou Pan Yong, fill de Ban Chao, qui va restaurar l'obra paterna després del 123. El 127, els xinesos van donar al rei el títol de gran comandant i al seu net Xen-xun el títol de major del regne. El 130, el fill del rei de Kaixgar i una ambaixada del rei de Ferganà van anar a la capital de la Xina, Lo-yang, a oferir la seva lleialtat a l'emperador. Des de llavors i durant segles, foren fidels a la Xina i als regnes successors, i arbitraren els xinesos en els afers locals per mitjà dels governadors, fins que la influència xinesa es va esvair al segle iii.
Internament, el 132, el rei Xen-pan va derrotar el rei de Khotan i va col·locar al tron el rei Xeng-huo, que era de la família de l'antic rei Xing. El 168, va morir durant una cacera a mans d'un oncle patern, Hede, que es va proclamar rei. Una expedició xinesa es va fer contra ell, el 170, però es van retirar i tot seguit van esclatar lluites civils i diversos reis van morir assassinats.
Al segle iii, el llibre xinès Weilue esmenta les dependències de Kaixgar: el Regne de Zhenzhong (Arach?), el Regne de Suoju (Yarkand), el Regne de Jieshi, el Regne de Kudjha, el Regne de Xiye (Khargalik), el Regne de Yinai (Tashkurghan), el Regne de Manli (moderna Karasul), el Regne de Yire (Mazar o Tágh Nák i Tokanak), el Regne de Yuling, el Regne de Juandu (modern Irkeshtam), el Regne de Xiuxiu (prop de Karakavak), i el Regne de Qin. Probablement, correspon a la situació existent a la segona meitat del segle ii.
El 422, els 36 reis de la conca del Tarim van fer homenatge a la dinastia Wei, probablement un homenatge nominal i de compromís. El 435, nou reis (Kudjha, Kaixgar, Wusun, Yueban, Tashkurghan, Shanshan, Karashahr, Turfan i Sute) van anar també a la cort dels Wei a portar tribut. Van seguir noves ambaixades que van deixar clara la influència dels Wei (453, 455, 507, 512). Vers aquesta època, hi va haver influència heftalita, que fou de curta volada i el regne fou de fet independent, però a la segona meitat del segle es van imposar els turcs occidentals vers 563 a 567.
El 632 o 635, el rei de Kaixgar va enviar una ambaixada a l'emperador de la dinastia Tang, a qui va fer homenatge, ambaixada que es va repetir el 639. En aquesta època, hi havia gran nombre de monestirs budistes i de monjos membres de l'escola Sarvastivadin. El peregrí xinès Xuan Zang, que va visitar el país el 630, va fer notar que els habitants tenien els ulls blaus. La seva escriptura era escrita amb caràcters indis i la religió, el budisme, era de tendència Hinayana, i hi havia adeptes al mazdeisme.
Després de la derrota final dels turcs occidentals, el 657, els Tang van exercir un estret protectorat sobre la conca del Tarim. Els tibetans van atacar la regió el 662 i van derrotar els xinesos, i altra vegada el 670. Kaixgar va passar, vers aquest any, a mans dels tibetans durant el regnat de l'emperador Tang Kao-tsong; els tibetans el van conservar fins al 692 o 694), quan fou recuperat pels xinesos durant el regnat de l'emperadriu Wu Heou (o Wu Tsö-t'ien), viuda de l'anterior. Kaixgar va ajudar Xina en la seva campanya de Gilgit, el 722.
La derrota xinesa a Talas el 751 va posar límits al domini xinès, sobretot després que el 766 els tibetans tallessin les comunicacions. Però, el 786, un peregrí xinès encara informa de l'existència d'un comissari xinès i un rei local. Poc després va caure, en data incerta, en mans dels karlucs. En època samànida, un dihkan governava Kaixgar, i Ibn al-Athir l'esmenta amb el nom o títol de Tughan Tigin, que va acollir com a refugiat el príncep Ilyas ibn Ishak, però no es dona cap referència de si el dihkan ja era musulmà.
Va passar després als uigurs, que hi van imposar l'islam a partir del segle x. El primer kan musulmà hauria estat Satuk Boghra Khan, que hauria mort vers 955/956. La seva tomba encara existeix a Artush, al nord de la ciutat. El domini uigur va durar fins al 1120 o 1130 i foren expulsats pels Kara-Khitai, que el 1219 foren expulsats al seu torn pels genguiskànides, i formà part del kanat de Txagatai.
Marco Polo va visitar la ciutat el 1273 o 1274 i hi va trobar esglésies cristianes nestorianes. Fou assolada per Tamerlà el 1389-1390. Vers el 1414 el príncep timúrida Amirak Ahmad, no poden recuperar Andijan va decidir marxar a Kaixgar i demanar asil a Muhammad Khan, per fugir de la còlera de Ulugh Beg. A Kaixgar es va establir amb els seus partidaris. Xah Rukh va escriure a Amirak, explicant que considerava tot el que havia passat com instigat per mala gent i que si no ho havia resolt era perquè estava a l'Irak Ajamita, però que esperava que el seu fill Ulugh Beg ho reconsideraria; en tot cas li perdonava totes les faltes i que podia tornar a Herat. Amirak Ahmad va tornar a Herat i va deixar a Kaixgar com a lloctinent a Xaikh Ali Tagai; aquest el 1416 va enviar el seu fill a Samarcanda i va demanar el perdó a Ulugh Beg i a canvi oferia lliurar la província de Kaixgar si li enviava algú de confiança. Ulugh Beg va enviar a Sadik Ali i a Tikrit. Tagai va entregar la plaça i va anar a Samarcanda on fou molt ben acollit.
En aquestos anys, una branca dels dirigents del kanat (els dughlat), el darrer dels quals fou Abu Bakr, va regnar 48 anys fins al 1514 segons l'historiador i príncep Haydar Mirza Dughlat i que va dominar la ciutat vers el 1480 o 1481. Abu Bakr va reconstruir la ciutat en un nou emplaçament a l'altre costat del Tümen. En tot aquest temps, la capital regional no era Kaixgar sinó Yarkand. La dinastia Txagatai va desaparèixer el 1572 i el país es va repartir entre faccions, entre aquestes, els Khoja, els Ak Taghliq i els Kara Taghliq.
Després de pertànyer als calmucs el 1759, va passar als xinesos, que hi van tornar i van massacrar la població i van conservar generalment la ciutat. El 1827, fou ocupada per Jahanghir Khoja, però fou rebutjat pel general Chang-lung, governador de l'Ili. El 1829, Mahommed Ali Khan, un cap musulmà, i Yusuf, germà de Jahanghir Khoja, es van apoderar de la ciutat fins que, el 1846, fou ocupada pels xinesos, però va esclatar una nova revolta dels khoja, dirigida per Kath Tora, que va regnar per 65 dies, quan va arribar un exèrcit xinès i va haver de fugir cap a Kokand. La darrera revolta khoja fou el 1857, i també va durar només unes setmanes sota la direcció de Wali-Khan, famós per l'assassinat de l'explorador Adolf Schlagintweit.
La gran revolució musulmana dels dungans va esclatar el 1862 i es va estendre aviat a Kaixgar; els xinesos foren massacrats i la ciutat va demanar ajut al kan de Khokand, que va enviar-hi el cap kirguís Sadik Beg, que tenia el suport de Buzurg Khan, hereu de Jahanghir Khota i del seu general Yakub Beg (de sobrenom Atalik Ghazi). Aquestos dos darrers van prendre el control de Kaixgar (1865) abans de l'arribada de Sadik Beg, que quan va arribar fou rebutjat i va haver de tornar a Khokand. Buzurg era indolent, però Yakub tenia molta energia i es va apoderar de diverses regions veïnes, inclosa Yarkand, i va esdevenir, de fet, l'únic senyor del país. Va governar fins al maig del 1877, quan va morir, i el país fou recuperat pels xinesos, que el van conservar sota l'imperi, la República (amb pèrdues temporals) i la República Popular. Després del 1949, fou inclosa en el Turquestan oriental i, el 1955, a la regió autònoma de Xinjinag Uigur.